# 刘亨云
刘亨云（1913年—1992年），中国人民解放军将领、中国人民解放军开国少将。
曾任中国人民解放军沈阳军区公安部队副司令员兼参谋长。1955年，授予中国人民解放军少将。